# Agris
Agris ist eine Gemeinde im Westen Frankreichs mit 875 Einwohnern (Stand 1. Januar 2022) und gehört zum Département Charente in der Region Nouvelle-Aquitaine.

## Lage
Das Ortszentrum von Agris liegt etwa 500 Meter westlich des Flüsschens Tardoire in einer Höhe von ca. 80 Metern ü. d. M. in der Kulturlandschaft des Angoumois etwa 23 Kilometer (Fahrtstrecke) nordöstlich von Angoulême; der Hauptort des Kantons, La Rochefoucauld, liegt etwa sieben Kilometer südöstlich.

## Bevölkerungsentwicklung
| Jahr      | 1968 | 1975 | 1982 | 1990 | 1999 | 2006 | 2016 |
| Einwohner | 740  | 789  | 811  | 732  | 711  | 792  | 860  |

## Wirtschaft
Für die umliegenden kleinen Landgemeinden und Weiler (hameaux) war Agris schon im Mittelalter als zentraler Markt- und Handwerksort von Bedeutung. Land- und Forstwirtschaft spielen auch heute noch eine gewisse Rolle im Wirtschaftsleben des Ortes. Daneben ist der Weinbau von Bedeutung – die Lagen um Agris gehören zu den Bons Bois der Weinregion Cognac. Seit den 1970er und 1980er Jahren ist die Vermietung von Ferienwohnungen als Einnahmequelle hinzugekommen.

## Geschichte
In der von Kalkgrotten geprägten Gegend um Agris wurden Kleinfunde und ein Grab mit Gebeinen von acht Personen, darunter drei Kinder, aus prähistorischer Zeit (ca. 7000 v. Chr.) entdeckt. Bedeutendster Fund ist jedoch ein mit Blattgold überzogener und mit abstrakt-vegetabilischen Motiven reich geschmückter Bronzehelm (casque) aus dem 4. Jahrhundert v. Chr., der im Musée des Beaux-Arts in Angoulême aufbewahrt wird.

## Sehenswürdigkeiten

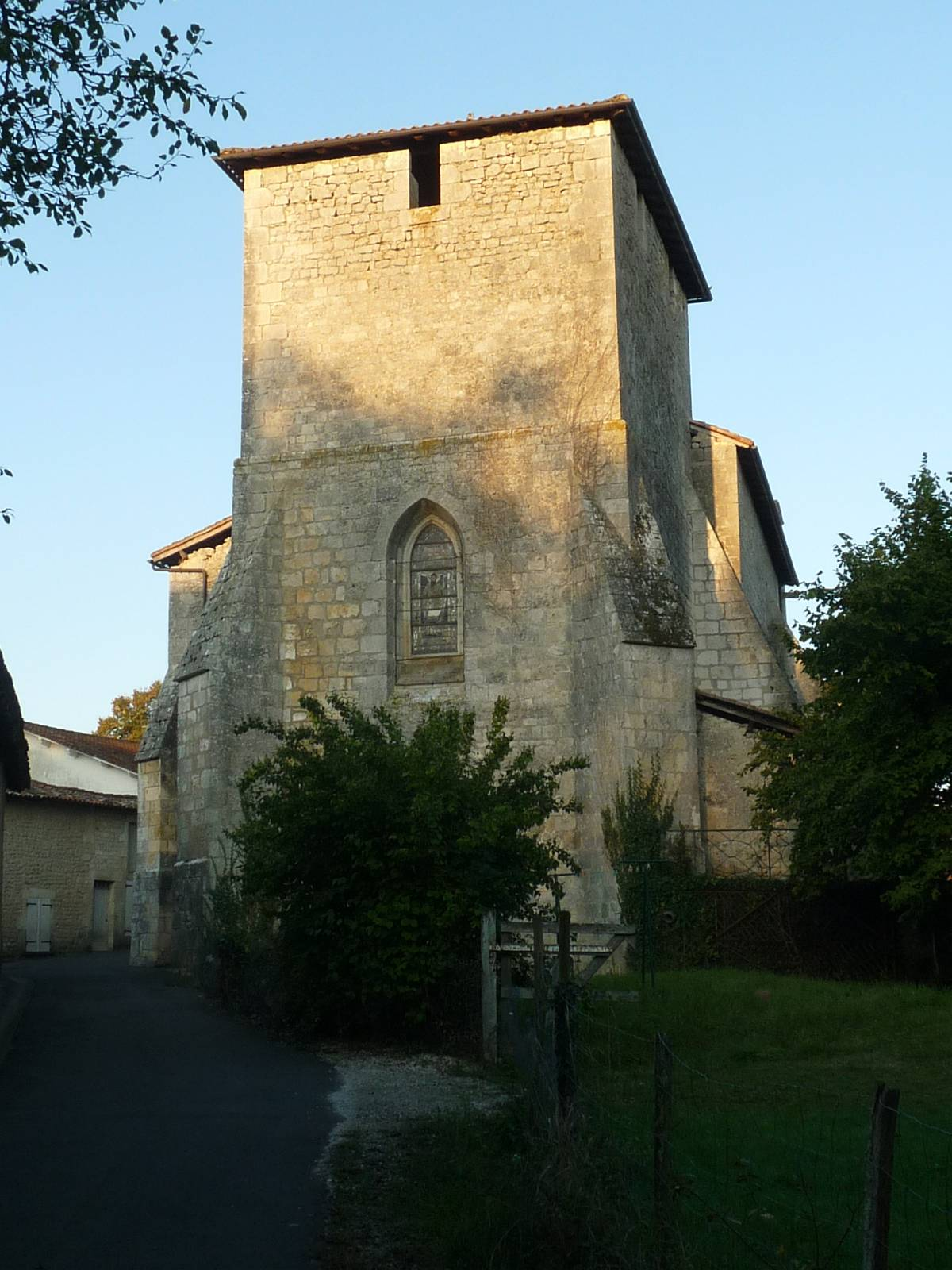
Kirche Saint-Caprais (Osten)

- Die einschiffige romanische Pfarrkirche Saint-Caprais stammt ursprünglich aus der Mitte des 12. Jahrhunderts; sie erhielt jedoch im 13. und 14. Jahrhundert durch einen Turm über der Apsis und einen rechteckigen Scheingiebel an der – ansonsten schmucklosen – Westfassade ihr wehrhaftes Aussehen. Die Kirche steht seit dem Jahr 1925 unter Denkmalschutz und ist als Monument historique[2] eingetragen. Zu ihrer Ausstattung gehört ein versilberter Weihwassereimer (seau à eau bénite) mit Sprinkler (aspersoir) aus dem 18. Jahrhundert, der seit 1913 ebenfalls als Monument historique[3] geführt wird.
- Im Ortszentrum steht eine seitlich offene, aber überdachte öffentliche Getreidemühle, in der die Bauern – aber auch andere Bewohner des Ortes – ihr Getreide mit Hilfe eines Ochsen, der in ein seitliches Joch gespannt wurde, selbst vermahlen konnten.
- An einer Wegkreuzung, etwa 300 Meter nördlich des Ortszentrums steht auf einem quadratischen Sockel mit profilierter Deckplatte ein sogenanntes Hosianna-Kreuz (Croix de la Tuilière). Dieses besteht aus einer profilierten Basis, einem runden, aus mehreren Steintrommeln mit einem Durchmesser von etwa 0,60 Metern zusammengesetzten, etwa 4,90 Meter hohen Pfeiler mit abgesetzter, konisch zulaufender Spitze und einem gleichschenkligen griechischen Kreuz. Das Wegkreuz von Agris wurde im Jahr 1986 als Monument historique[4] anerkannt.

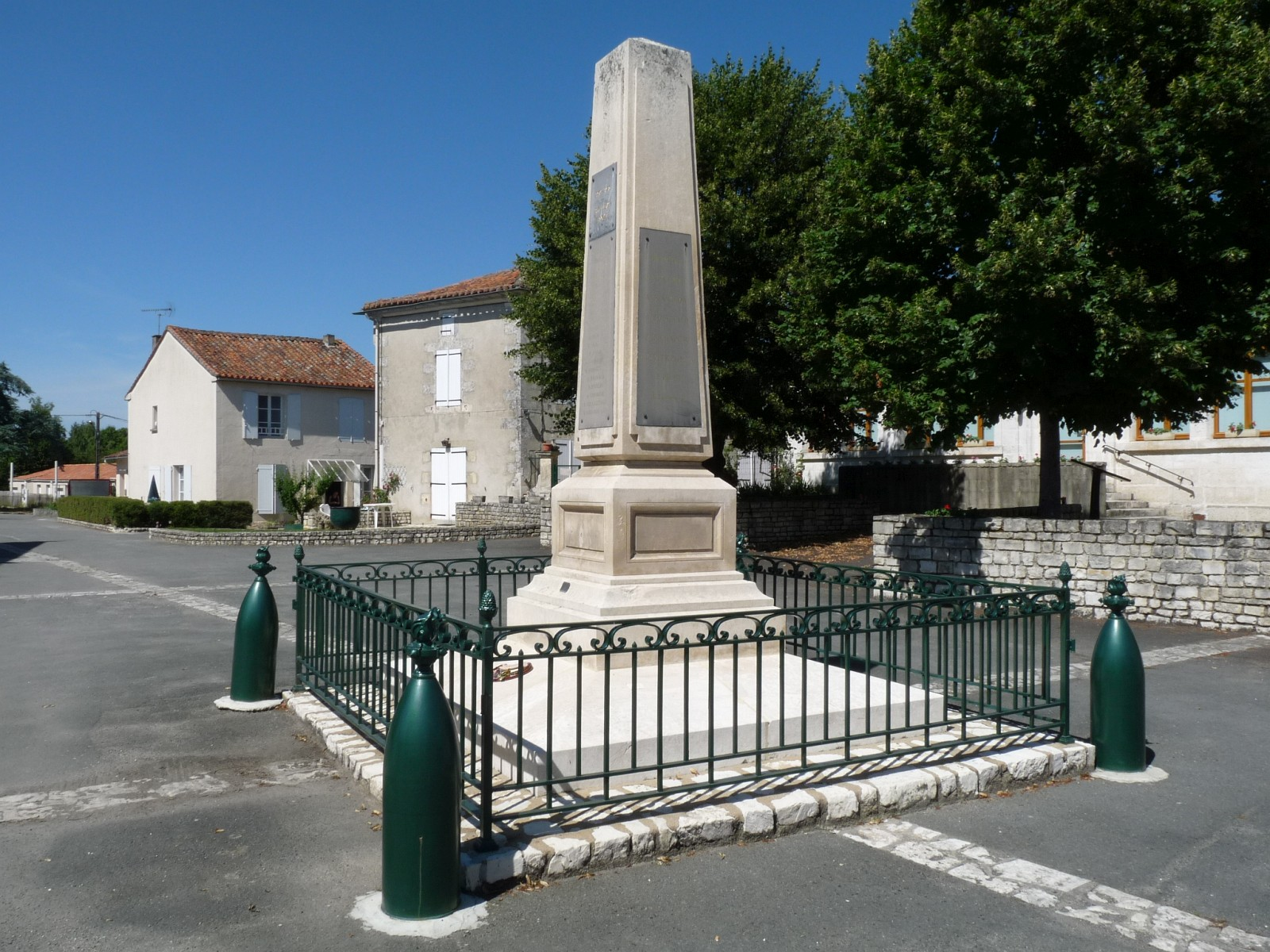
Kriegerdenkmal und Kirche
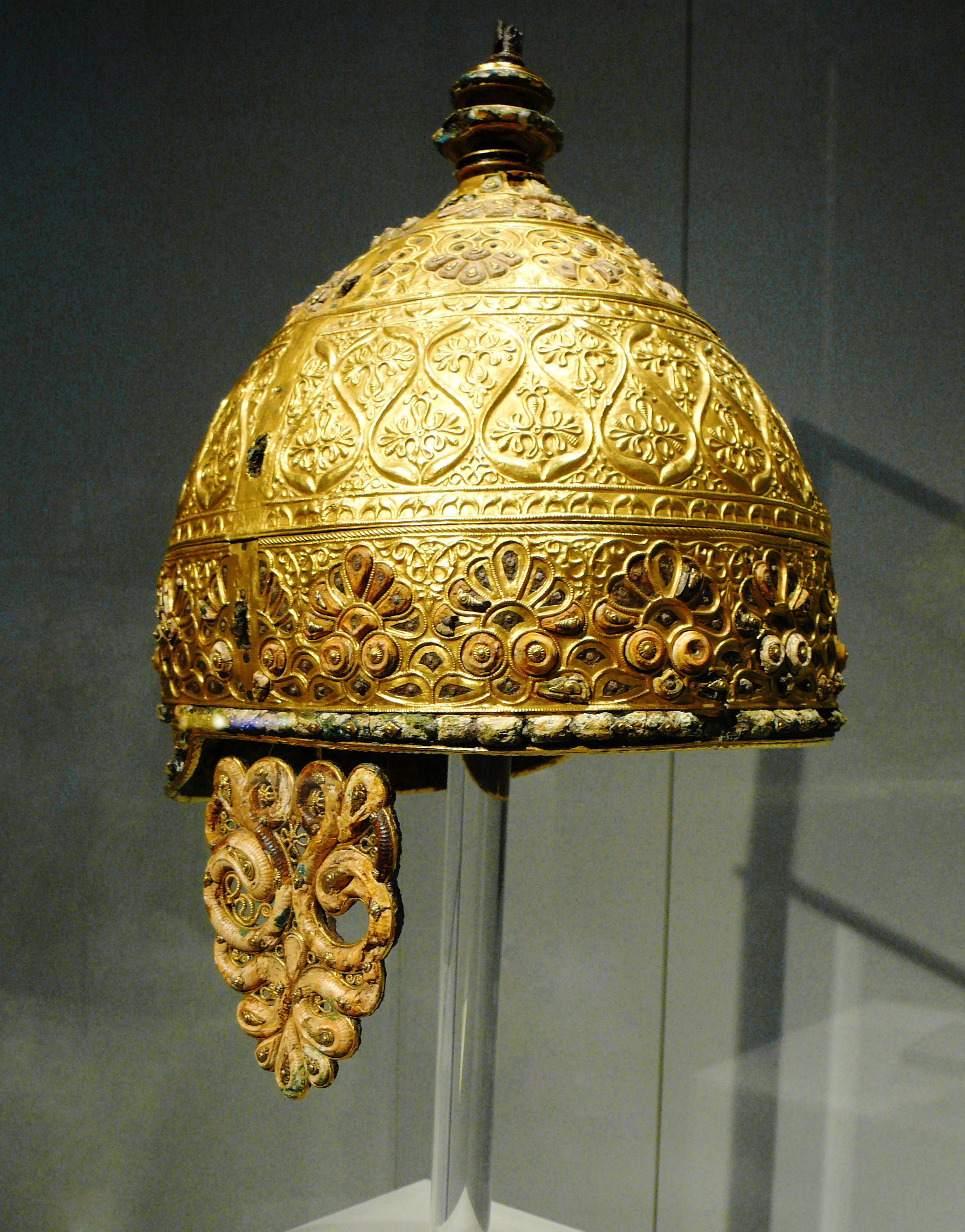
Vergoldeter Bronzehelm
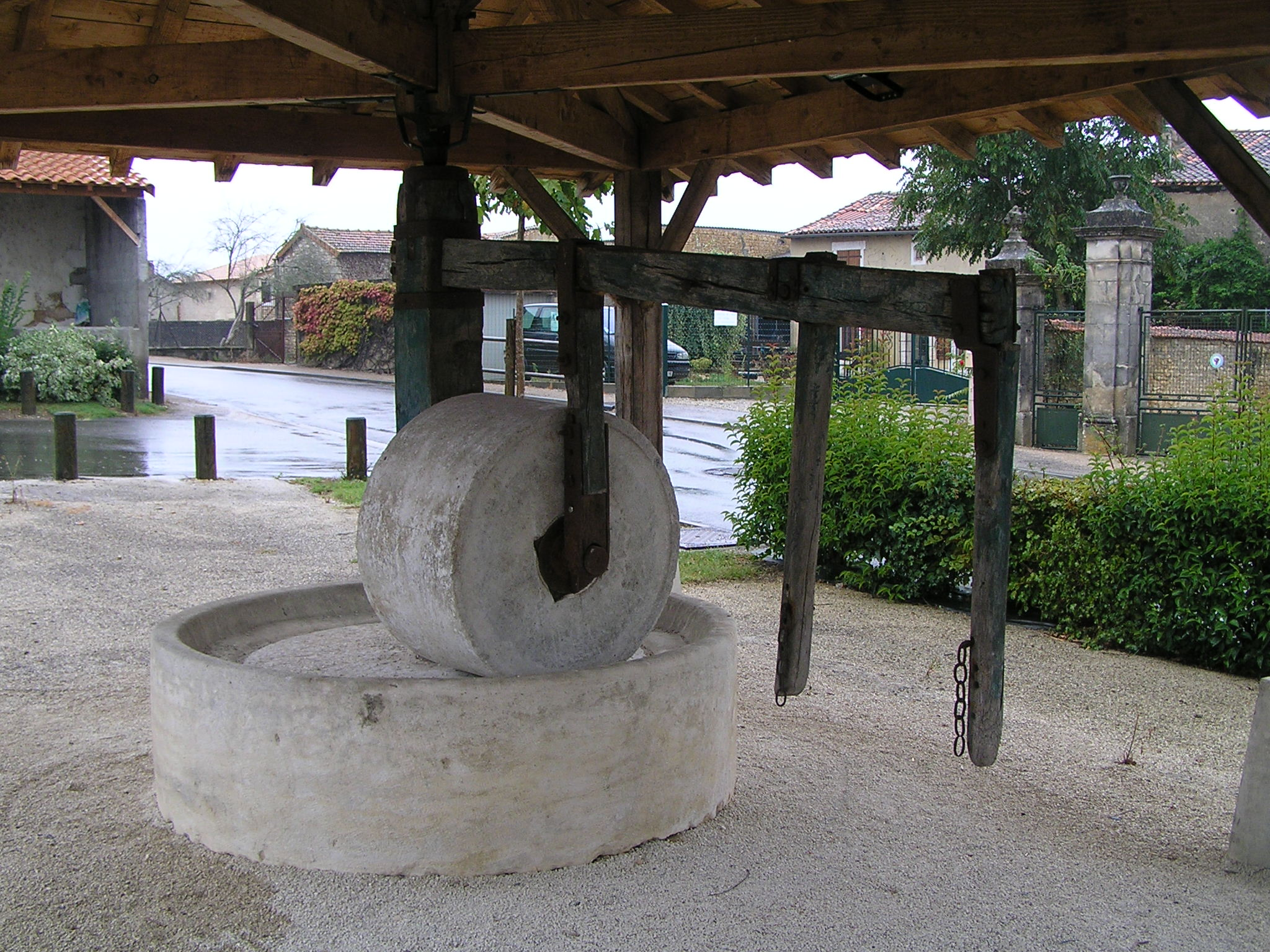
Getreidemühle
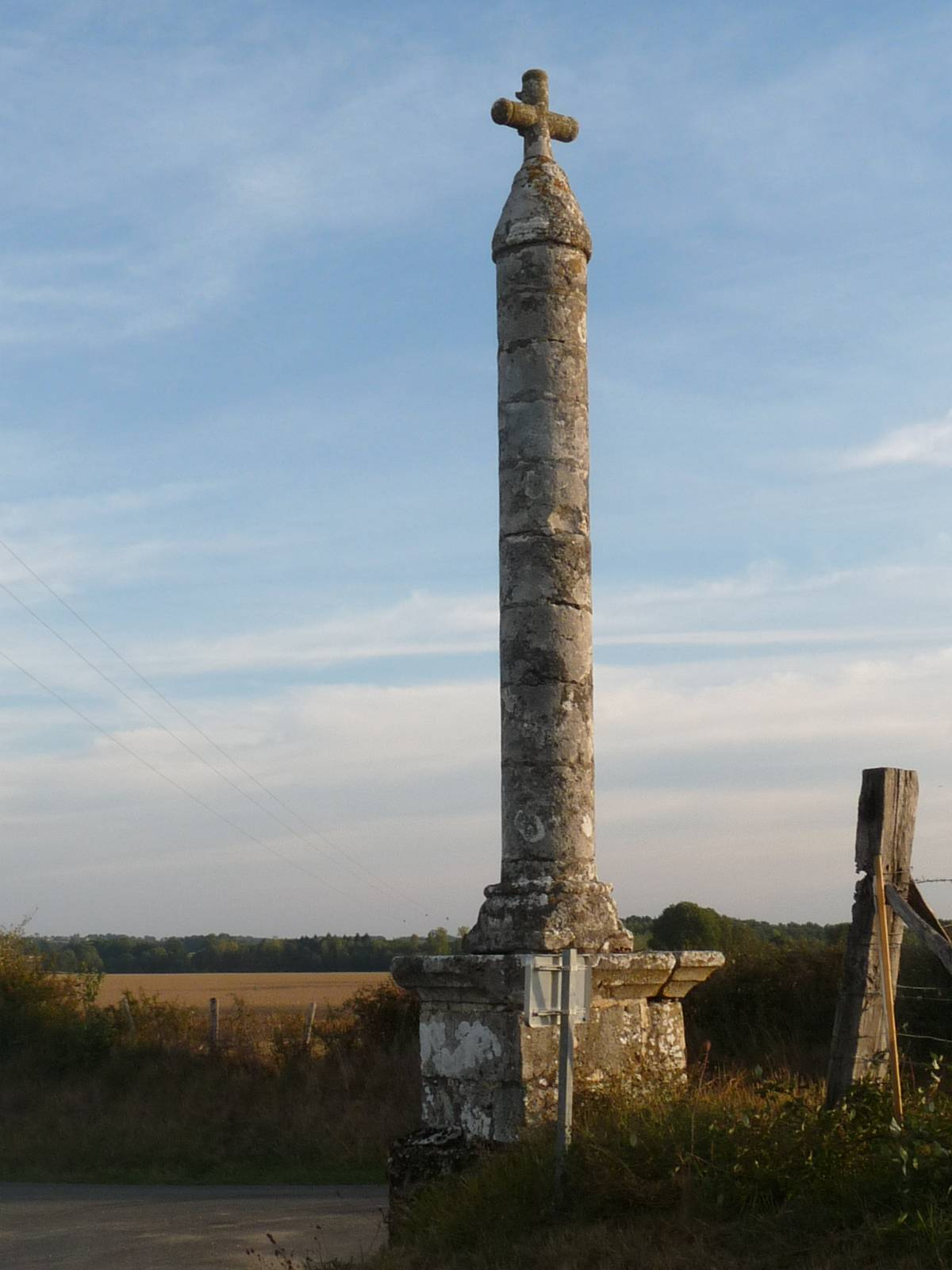
Hosianna-Kreuz